# Severomorsk
Huyện Severomorsk (tiếng Nga: Североморск райо́н) là một huyện hành chính tự quản (raion), của Tỉnh Murmansk, Nga. Huyện có diện tích 4084 km², dân số thời điểm ngày 1 tháng 1 năm 2000 là 54600 người. Trung tâm của huyện đóng ở Severomorsk.